# Gastridium
Gastridium és un gènere de plantes de la família de les poàcies, ordre de les poals, subclasse de les commelínides, classe de les liliòpsides, divisió dels magnoliofitins. Les espècies del gènere es troben a l'Àfrica i Euràsia.

## Taxonomia
- Gastridium ventricosum (Gouan) Schinz et Thell.